# كوسه عشاغي (جليكخان)
كوسه عشاغي (بالتركية: Köseuşağı)‏ هي قرية كرديّة رشوانيّة تتبع إداريّاً لمديرية جليكخان في محافظة أديامان التركية، بلغ عدد سكانها 165 نسمة في عام 2021 ويتبعها نجع ياغمورلو.